# Suomen huippumalli haussa (mùa 7)
Mùa thứ bảy của Suomen huippumalli haussa bắt đầu được phát sóng vào ngày 12 tháng 9 năm 2022 trên dịch vụ phát trực tuyến MTV Katsomo và phát sóng vào ngày 15 tháng 9 năm 2022 trên kênh MTV3.
Veronica Verho là host mới của mùa giải này, với người mẫu và cựu thí sinh mùa 3 Saara Sihvonen là giám khảo chính và Viivi Huuska, Jasmin Mishima & Juha Mustonen lần lượt là ban giám khảo. Một lần nữa, thí sinh nam được phép tham gia.
Địa điểm quốc tế cho mùa này là Berlin dành cho top 3.
Người chiến thắng trong cuộc thi là Jarrah Kollei, 25 tuổi đến từ Espoo. Cô nhận được giải thưởng gồm xuất hiện trong chiến dịch quảng cáo cho Zalando và sẽ xuất hiện trên tạp chí Vogue Scandinavia.

## Các thí sinh
(Tuổi tính từ ngày dự thi)
| Thí sinh | Thí sinh         | Tuổi | Chiều cao               | Quê quán  | Bị loại ở | Hạng  |
| -------- | ---------------- | ---- | ----------------------- | --------- | --------- | ----- |
|          | Ayse Ozkan       | 17   | 1,79 m (5 ft 10+1⁄2 in) | Vantaa    | Tuần 1    | 14    |
|          | Hanna Marquez    | 21   | 1,68 m (5 ft 6 in)      | Vantaa    | Tuần 2    | 13    |
|          | Eeva Takamäki    | 19   | 1,73 m (5 ft 8 in)      | Lahti     | Tuần 3    | 12–11 |
|          | Jere Syrjäniemi  | 23   | 1,94 m (6 ft 4+1⁄2 in)  | Tampere   | Tuần 3    | 12–11 |
|          | Linda Kemppainen | 26   | 1,75 m (5 ft 9 in)      | Jyväskylä | Tuần 4    | 10    |
|          | Marié Kärkkäinen | 19   | 1,74 m (5 ft 8+1⁄2 in)  | Sipoo     | Tuần 6    | 9–8   |
|          | Minttu Korvela   | 22   | 1,70 m (5 ft 7 in)      | Helsinki  | Tuần 6    | 9–8   |
|          | Venla Stirkkinen | 27   | 1,74 m (5 ft 8+1⁄2 in)  | Turku     | Tuần 7    | 7     |
|          | Abas Ishetu      | 23   | 1,78 m (5 ft 10 in)     | Helsinki  | Tuần 8    | 6     |
|          | Eino Svartberg   | 23   | 1,86 m (6 ft 1 in)      | Turku     | Tuần 9    | 5–4   |
|          | Rosa Majava      | 17   | 1,83 m (6 ft 0 in)      | Tampere   | Tuần 9    | 5–4   |
|          | Leevi Suomela    | 26   | 1,82 m (5 ft 11+1⁄2 in) | Helsinki  | Tuần 10   | 3–2   |
|          | Sirkka Konttila  | 20   | 1,75 m (5 ft 9 in)      | Oulu      | Tuần 10   | 3–2   |
|          | Jarrah Kollei    | 25   | 1,84 m (6 ft 1⁄2 in)    | Espoo     | Tuần 10   | 1     |

## Các tập

### Tuần 1
Khởi chiếu trên MTV3: 15 tháng 9 năm 2022
Khởi chiếu trên MTV Katsomo: 12, 13, 14, 15 tháng 9 năm 2022
14 thí sinh mới được lần lượt đưa tới Tòa nhà chính phủ Bockin Talo ở Helsinki để bắt đầu cuộc thi. Sau đó, họ đã đứng trước máy quay cho thử thách tự quay video giới thiệu bản thân mình, trước khi Saara & Veronica sẽ xem video của họ. Saara & Veronica sau đó gặp các thí sinh và thông báo rằng mùa giải này sẽ có một số thay đổi và một trong số đó là mỗi tuần họ sẽ được chia thành 2 đội do người có tấm hình đẹp nhất tập trước chia đội, đội nào làm tốt hơn trong buổi chụp hình thì tất cả các thành viên của đội đó sẽ được miễn loại còn đội thua cuộc thì sẽ có một người bị loại. Chính vì thế, Leevi & Rosa sẽ trở thành đội trưởng và được chọn thí sinh khác về đội của mình vì đã giành chiến thắng thử thách vừa rồi. Sau đó, họ được di chuyển tới ngôi nhà chung của mình.
| Đội trưởng | Thí sinh                                 |
| ---------- | ---------------------------------------- |
| Rosa       | Jarrah, Eino, Eeva, Jere, Marié, Linda   |
| Leevi      | Ayse, Venla, Minttu, Abas, Sirkka, Hanna |

Ngày hôm sau, các thí sinh được đưa tới khách sạn Clarion cho buổi chụp hình đầu tiên tạo dáng trong trang phục sang trọng trên tầng thượng của khách sạn, trước khi được chụp hình nhóm tạo dáng bên trong nhà hàng của khách sạn. Vào buổi đánh giá đầu tiên ngày tiếp theo với sự xuất hiện giám khảo khách mời là Tuukka Koski, đội của Rosa thể hiện tốt hơn và họ sẽ được an toàn. Sau đó, họ đã có thử thách trình diễn thời trang trong phong cách cá nhân của Zalando. Kết quả là Ayse là thí sinh đầu tiên bị loại và Eeva & Eino là 2 người có tấm ảnh đẹp nhất.
- Nhiếp ảnh gia: Tuukka Koski

### Tuần 2
Khởi chiếu trên MTV3: 22 tháng 9 năm 2022
Khởi chiếu trên MTV Katsomo: 19, 20, 21, 22 tháng 9 năm 2022
Blogger thời trang Alexa Dagmar đến gặp 13 thí sinh còn lại tại ngôi nhà chung và Eeva & Eino bắt đầu chọn đội vì có tấm ảnh đẹp nhất tuần trước. Sau đó, họ đã có thử thách phối đồ theo phong cách Nordic, khi 2 người sẽ làm người mẫu, một người sẽ lựa chọn trang phục và những người khác phải phối đồ lên 2 người mẫu vì họ sẽ trình diễn thời trang trong trang phục đó. Kết quả là đội của Eeva chiến thắng thử thách và sẽ có một bữa tối tại nhà hàng từ Zalando.
| Đội trưởng | Thí sinh                                   |
| ---------- | ------------------------------------------ |
| Eeva       | Hanna, Venla, Rosa, Abas, Leevi            |
| Eino       | Jarrah, Linda, Sirkka, Jere, Minttu, Marié |

Ngày hôm sau, họ đã có buổi chụp hình tiếp theo lấy cảm hứng từ Freddie Mercury khi họ sẽ hóa thân thành nhân cách khác của mình, trước khi được chụp hình nhóm tạo dáng cùng nhau. Vào buổi đánh giá ngày tiếp theo với sự xuất hiện giám khảo khách mời là Minna Parikka, đội của Eino thể hiện tốt hơn và họ sẽ được an toàn. Sau đó, họ đã có thử thách trình diễn thời trang tiếp theo của họ. Kết quả là Hanna là thí sinh tiếp theo bị loại và Jarrah & Venla là 2 người có tấm ảnh đẹp nhất.
- Nhiếp ảnh gia: Nana Simelius
- Khách mời đặc biệt: Alexa Dagmar, Minna Parikka

### Tuần 3
Khởi chiếu trên MTV3: 29 tháng 9 năm 2022
Khởi chiếu trên MTV Katsomo: 26, 27, 28, 29 tháng 9 năm 2022
12 thí sinh còn lại được đưa tới tiệm salon The Q Hair Lounge để nhận diện mạo mới của mình. Quay về ngôi nhà chung, họ nhận được một dôi giày và nhiều quần áo mới từ Zalando. Ngày hôm sau, các thí sinh được đưa tới nơi tổ chức sự kiện Kattilahalli và Jarrah & Venla bắt đầu chọn đội vì có tấm ảnh đẹp nhất tuần trước. Sau đó, họ được gặp Saara và giám đốc Kirsi Kaukonen của Niki Newd cho buổi chụp hình chân dung cho sản phẩm, khi họ sẽ phải tạo dáng trên mặt nước với đá khô. Nhưng trước đó, Saara đã gây sốc cho các thí sinh khi họ sẽ không có chụp hình nhóm tuần này và cô sẽ loại một người ở mỗi đội.
| Đội trưởng | Thí sinh                          |
| ---------- | --------------------------------- |
| Jarrah     | Abas, Eeva, Jere, Minttu, Rosa    |
| Venla      | Eino, Leevi, Linda, Marié, Sirkka |

Vào buổi đánh giá ngày tiếp theo với sự xuất hiện giám khảo khách mời là Kirsi Kaukonen, họ đã có thử thách trình diễn thời trang tiếp theo của họ. Sau đó, ban giám khảo bắt đầu đánh giá đội của Venla và thấy họ đều thể hiện rất tốt nên Saara thông báo họ sẽ được an toàn, còn đội của Jarrah sẽ có 2 người bị loại. Kết quả là Eeva & Jere là 2 thí sinh tiếp theo bị loại và Leevi & Linda là 2 người có tấm ảnh đẹp nhất.
- Nhiếp ảnh gia: Marko Rantanen
- Khách mời đặc biệt: Sedin Klapuh, Kirsi Kaukonen

### Tuần 4
Khởi chiếu trên MTV3: 6 tháng 10 năm 2022
Khởi chiếu trên MTV Katsomo: 3, 4, 5, 6 tháng 10 năm 2022
Sau khi Leevi & Linda trở thành 2 người có tấm ảnh đẹp nhất, Saara đã yêu cầu họ ngay lập tức chọn đội cho mình. Ngày hôm sau, Saara và chuyên gia trang điểm Fatma Bendris đến gặp 10 thí sinh còn lại tại ngôi nhà chung cho thử thách trang điểm một cách sáng tạo trong 30 phút. Kết quả là đội của Linda làm tốt hơn, nhưng Abas trang điểm sáng tạo nhất nên anh đã giành chiến thắng thử thách và sẽ được xuất hiện trong chiến dịch quảng cáo cho Maybelline.
| Đội trưởng | Thí sinh                    |
| ---------- | --------------------------- |
| Leevi      | Jarrah, Rosa, Marié, Sirkka |
| Linda      | Venla, Abas, Eino, Minttu   |

Ngày tiếp theo, họ được đưa tới nơi tổ chức sự kiện Wanha Satama cho một buổi quay quảng cáo cho chiến dịch từ thiện Nenäpäivä, khi họ phải quảng cáo cho nước hoa giả Red Nose một cách hài hước nhất có thể, trước khi các đội sẽ quay quảng cáo cùng nhau. Vào buổi đánh giá ngày hôm sau với sự xuất hiện giám khảo khách mời là Juho Konstig, đội của Leevi thể hiện tốt hơn và họ sẽ được an toàn. Sau đó, họ đã có thử thách trình diễn thời trang trong những bộ tóc giả của Q Hair. Kết quả là Linda là thí sinh tiếp theo bị loại và Jarrah & Marié là 2 người thể hiện tốt nhất nên sẽ nhận được một phiếu quà tặng từ Q Hair.
- Khách mời đặc biệt: Fatma Bendris, Riina Paasio, Juho Konstig

### Tuần 5
Khởi chiếu trên MTV3: 13 tháng 10 năm 2022
Khởi chiếu trên MTV Katsomo: 10, 11, 12, 13 tháng 10 năm 2022
9 thí sinh còn lại được đưa tới phòng đánh giá cho một buổi học catwalk theo phong cách Voguing với biên đạo viên Venla Vuorio và Jarrah & Marié bắt đầu chọn đội vì thể hiện tốt nhất tuần trước. Sau đó, mỗi đội đã được luyện tập vũ đạo catwalk với Venla vì nó sẽ quyết định đội nào sẽ được miễn loại tuần này. Ngày hôm sau, họ được đưa tới sân đua xe Kart in Club ở Vantaa cho buổi chụp hình tiếp theo cho dịch vụ trực thăng Helsinki Citycopter, khi họ hóa thân thành những hành khách sang trọng đang bước xuống trực thăng.
| Đội trưởng | Thí sinh                     |
| ---------- | ---------------------------- |
| Jarrah     | Eino, Rosa, Abas             |
| Marié      | Minttu, Venla, Leevi, Sirkka |

Vào buổi đánh giá ngày tiếp theo với sự xuất hiện giám khảo khách mời là Venla Vuorio, họ đã có thử thách trình diễn thời trang theo phong cách Voguing theo đội và đội của Jarrah thể hiện tốt hơn nên họ sẽ được an toàn. Kết quả là Marié & Venla là 2 thí sinh thể hiện tệ nhất tuần nhưng Saara thông báo rằng cả 2 đều được an toàn, còn Jarrah & Sirkka là 2 người có tấm ảnh đẹp nhất nên sẽ được đi xem hoàng hôn trên trực thăng bay khắp thành phố từ Helsinki Citycopter.
- Nhiếp ảnh gia: Jonas Lundqvist
- Khách mời đặc biệt: Venla Vuorio, Joonas Nurmi

### Tuần 6
Khởi chiếu trên MTV3: 20 tháng 10 năm 2022
Khởi chiếu trên MTV Katsomo: 17, 18, 19, 20 tháng 10 năm 2022
Veronica đến gặp 9 thí sinh còn lại tại ngôi nhà chung để nói về thử thách sắp tới của họ và Jarrah & Sirkka bắt đầu chọn đội vì có tấm ảnh đẹp nhất tuần trước. Sau đó, họ được đưa tới trung tâm mua sắm Kamppi Helsinki cho thử thách phỏng vấn những người đi đường về thời trang đường phố trong 20 phút. Quay về ngôi nhà chung, Veronica xem lại buổi phỏng vấn của họ và quyết định đội của Sirkka chiến thắng thử thách và sẽ được một buổi học về cách xây dựng thương hiệu cá nhân từ lifestyle blogger Sara Tickle.
| Đội trưởng | Thí sinh                    |
| ---------- | --------------------------- |
| Jarrah     | Eino, Rosa, Abas            |
| Sirkka     | Marié, Leevi, Minttu, Venla |

Ngày hôm sau, họ được đưa tới  nơi tổ chức sự kiện Kattilahalli cho buổi chụp hình tiếp theo cho Zalando. Sau đó, Saara thông báo rằng từ nay không còn chia đội nữa và họ sẽ chính thức thi đấu cá nhân. Vào buổi đánh giá ngày tiếp theo với sự xuất hiện giám khảo khách mời là Janita Autio, họ đã có thử thách trình diễn thời trang trong phong cách ảm đạm, khi họ phải đi bình tĩnh và chậm hơn thường. Kết quả là Rosa là người có tấm ảnh đẹp nhất còn Marié & Minttu là 2 thí sinh tiếp theo bị loại.
- Nhiếp ảnh gia: Janita Autio
- Khách mời đặc biệt: Julia Kaskin, Santiago Rodriguez-Fernandez

### Tuần 7
Khởi chiếu trên MTV3: 27 tháng 10 năm 2022
Khởi chiếu trên MTV Katsomo: 24, 25, 26, 27 tháng 10 năm 2022
7 thí sinh còn lại đã có một ngày thư giãn tại công viên giải trí Linnanmäki. Ngày hôm sau, họ được gặp Saara và chủ cửa hàng quần áo cũ Relove Noora Hautakangas tại trung tâm văn hóa Kaapelitehdas cho buổi chụp hình tiếp theo quảng cáo cho nhãn hàng. Với thông điệp "Bạn là những gì bạn mặc", họ phải tạo dáng một cách truyền đạt và khuyến khích người khác xác định được giá trị sống và đam mê của chính họ.
Vào buổi đánh giá ngày hôm sau với sự xuất hiện giám khảo khách mời là Noora Hautakangas, họ đã có thử thách trình diễn thời trang trong phong cách mộng mơ, khi họ phải đi bình tĩnh và chậm hơn thường. Kết quả là Abas là người có tấm ảnh đẹp nhất còn Venla là thí sinh tiếp theo bị loại.
- Nhiếp ảnh gia: Jan Lönnberg
- Khách mời đặc biệt: Noora Hautakangas

### Tuần 8
Khởi chiếu trên MTV3: 3 tháng 11 năm 2022
Khởi chiếu trên MTV Katsomo: 31 tháng 10 & 1, 2, 3 tháng 11 năm 2022
6 thí sinh còn lại nhận được một tờ kịch bản mang tên "Model Noir" để ghi nhớ. Sau đó, họ được gặp Saara và diễn viên Minna Haapkylä tại một studio cho thử thách diễn xuất với Minna, khi cô thẩm vấn họ để tìm ra kẻ tình nghi đã phá hủy thế giới người mẫu trong 5 năm qua. Với việc người chiến thắng thử thách sẽ được miễn loại tuần này, Minna quyết định đó là ai và Saara sẽ công bố vào buổi loại trừ. Ngày hôm sau, họ đã có buổi chụp hình tiếp theo cho ảnh bìa tạp chí tóc Pinni.
Vào buổi đánh giá ngày tiếp theo với sự xuất hiện giám khảo khách mời là Sedin Klapuh, họ đã có thử thách trình diễn thời trang trong trang phục thiết kế của Zalando. Kết quả là Saara thông báo rằng Leevi là người chiến thắng thử thách và sẽ được miễn loại. Nhưng bất ngờ chưa dừng lại, Leevi ngoài ra cũng là người có tấm ảnh đẹp nhất và tấm ảnh đó sẽ trở thành ảnh bìa sắp tới cho tạp chí Pinni, còn Abas là thí sinh tiếp theo bị loại.
- Nhiếp ảnh gia: Sanna Lehto
- Khách mời đặc biệt: Minna Haapkylä, Sedin Klapuh

### Tuần 9
Khởi chiếu trên MTV3: 10 tháng 11 năm 2022
Khởi chiếu trên MTV Katsomo: 7, 8, 9, 10 tháng 11 năm 2022
5 thí sinh còn lại đã phải trả lời một số câu hỏi về nghề người mẫu và quan điểm của riêng họ, trước có một buổi tư vấn tâm lý từ Saara. Ngày hôm sau, họ đã có buổi chụp hình tiếp theo cho 4 nhà máy vải là Spinnova, Infinited Fiber Company, Metsä Group & Ioncell, khi họ phải tạo dáng nằm trên một chiếc bàn với những chất liệu vải hóa thành quần áo trên cơ thể.
Vào buổi đánh giá ngày tiếp theo với sự xuất hiện giám khảo khách mời là Saimi Hoyer, họ đã có thử thách trình diễn thời trang hóa thân thành những chú chim ác là đầy màu sắc. Kết quả là Eino & Rosa là 2 thí sinh tiếp theo bị loại và Saara thông báo cho 3 thí sinh chung cuộc là họ sẽ được bay tới Berlin vào ngày mai.
- Nhiếp ảnh gia: Kanerva Mantila
- Khách mời đặc biệt: Saimi Hoyer

### Tuần 10
Khởi chiếu trên MTV3: 17 tháng 11 năm 2022
Khởi chiếu trên MTV Katsomo: 14, 15, 16, 17 tháng 11 năm 2022
3 thí sinh còn lại được đưa tới Berlin cho chung kết của cuộc thi. Sau khi tới nơi, họ đã có một buổi casting với Claudia Lorenz từ M4 Models Management để kiểm tra tiềm năng quốc tế của họ. Ngày hôm sau, họ được đưa tới studio của nhà thiết kế Klaus Haapaniemi cho buổi chụp hình cuối cùng tạo dáng ngẫu hứng như họ là người biểu diễn trong một phòng tập khiêu vũ, trước khi tất cả quay về Helsinki.
Ngày tiếp theo, họ đã được gặp lại 11 thí sinh bị loại trước đó. Sau đó, họ đã có buổi trình diễn thời trang cuối cùng trong thiết kế của Ervin Latimer. Vào buổi đánh giá cuối cùng, Jarrah trở thành quán quân thứ bảy của Huippumalli haussa.
- Nhiếp ảnh gia: Stefan Gräf
- Khách mời đặc biệt: Claudia Lorenz, Klaus Haapaniemi, Ervin Latimer, Joanna Hummel

## Kết quả
| 1     | Jarrah | MIỄN | CAO  | AT   | CAO  | CAO  | AT   | AT   | AT   | THẤP | THẮNG |  |  |  |  |  |  |
| 2–3   | Leevi  | AT   | AT   | CAO  | MIỄN | AT   | AT   | AT   | CAO  | AT   | LOẠI  |  |  |  |  |  |  |
| 2–3   | Sirkka | AT   | MIỄN | MIỄN | MIỄN | CAO  | AT   | AT   | AT   | AT   | LOẠI  |  |  |  |  |  |  |
| 4–5   | Eino   | CAO  | MIỄN | MIỄN | AT   | MIỄN | AT   | AT   | AT   | LOẠI |       |  |  |  |  |  |  |
| 4–5   | Rosa   | MIỄN | AT   | AT   | MIỄN | MIỄN | CAO  | AT   | AT   | LOẠI |       |  |  |  |  |  |  |
| 6     | Abas   | AT   | AT   | AT   | AT   | MIỄN | AT   | CAO  | LOẠI |      |       |  |  |  |  |  |  |
| 7     | Venla  | AT   | CAO  | MIỄN | AT   | THẤP | AT   | LOẠI |      |      |       |  |  |  |  |  |  |
| 8–9   | Marié  | MIỄN | MIỄN | MIỄN | CAO  | THẤP | LOẠI |      |      |      |       |  |  |  |  |  |  |
| 8–9   | Minttu | AT   | MIỄN | AT   | AT   | AT   | LOẠI |      |      |      |       |  |  |  |  |  |  |
| 10    | Linda  | MIỄN | MIỄN | CAO  | LOẠI |      |      |      |      |      |       |  |  |  |  |  |  |
| 11–12 | Eeva   | CAO  | AT   | LOẠI |      |      |      |      |      |      |       |  |  |  |  |  |  |
| 11–12 | Jere   | MIỄN | MIỄN | LOẠI |      |      |      |      |      |      |       |  |  |  |  |  |  |
| 13    | Hanna  | AT   | LOẠI |      |      |      |      |      |      |      |       |  |  |  |  |  |  |
| 14    | Ayse   | LOẠI |      |      |      |      |      |      |      |      |       |  |  |  |  |  |  |

     Thí sinh an toàn
     Thí sinh có tấm ảnh đẹp nhất
     Thí sinh được miễn loại
     Thí sinh bị loại
     Thí sinh có nguy cơ bị loại
     Thí sinh chiến thắng cuộc thi

### Buổi chụp hình
- Tuần 1: Tạo dáng trên tầng thượng của khách sạn Clarion
- Tuần 2: Thay đổi nhân cách
- Tuần 3: Ảnh chân dung vẻ đẹp trên mặt nước cho Niki Newd
- Tuần 4: Video: Chủ đề hài hước cho hội gây quỹ Red Nose Day
- Tuần 5: Sang trọng và năng động bên trực thăng cho Helsinki Citycopter
- Tuần 6: Ảnh quảng cáo cho Zalando
- Tuần 7: Giá trị hữu hình cho Relove Töölöntori
- Tuần 8: Ảnh bìa tạp chí Pinni
- Tuần 9: Niềm vui siêu thực và tương lai cho hàng dệt nội địa
- Tuần 10: Bức tranh nghệ thuật của Klaus Haapaniemi